# Spooner Oldham
Spooner Oldham, vlastním jménem Dewey Lindon Oldham, Jr., (* 14. června 1943) je americký hudebník. Narodil se v alabamské vesnici Center Star a v roce 1967 se usadil v Memphisu. Společně s Danem Pennem je autorem řady písní, mezi které patří například „Cry Like a Baby“ (pro The Box Tops) a „Do Right Woman“ (Aretha Franklinová). Během své kariéry spolupracoval s mnoha hudebníky, mezi něž patří i Neil Young, Bob Dylan a Jennifer Warnes. V roce 2009 byl uveden do Rock and Roll Hall of Fame.